# Yoshimi Goda
Yoshimi Goda (Japans:合田 良実, Hepburn-transcriptie: Gōda Yoshimi; Sapporo, 24 februari 1935 – 19 januari 2012) was een Japanse civiel ingenieur die een belangrijke bijdrage leverde aan de kustwaterbouwkunde in Japan en de rest van de wereld. Hij deed veel onderzoek naar kustwaterbouwkundige problemen en ontwikkelde methoden voor het ontwerp van caissongolfbrekers (golfbrekers met verticale zijwanden). Vóór de jaren vijftig was het concept van de significante golf (Hs) het fundamentele instrument dat werd gebruikt om golfgedrag te analyseren, in termen van interactie met stranden en kustconstructies, zoals golfbrekers. Goda speelde een belangrijke rol bij de poging om het gedrag van zeegolven te karakteriseren als een stochastisch proces, met behulp van spectrale en statistische analyse, dat in de jaren zeventig en tachtig geleidelijk werd opgenomen in waterbouwkunde. Het concept van onregelmatige golven wordt nu standaard gebruikt bij het ontwerpen van kustconstructies.

## Leven en carrière
Goda werd geboren in Sapporo in 1935, als zoon van Ichiji en Umeno (Tanaka) Goda. Na zijn afstuderen in civiele techniek aan de Universiteit van Tokio in 1957, trad hij toe tot het Port and Airport Research Institute (PARI) van het Japanse Ministerie van Transport (het heette toen nog Port and Harbor Research Institute). In 1961 werd hij door een initiatief van de Japanse overheid geselecteerd om onderzoek te doen aan het Massachusetts Institute of Technology (MIT) in de Verenigde Staten, onder leiding van professor Arthur T. Ippen. Zijn onderzoek aan het MIT was gericht op de theoretische analyse van resonantie en golfdoordringing in havens. In mei 1967 werd hij hoofd van de afdeling golfonderzoek van PARI en hij behaalde in 1976 zijn doctorstitel in engineering aan de Universiteit van Tokio, waar hij promoveerde op een proefschrift getiteld "Studie van golfdruk op golfbrekers". In 1977 publiceerde hij het technische leerboek "Golven en het ontwerp van havens en kustconstructies", dat populair bleek bij studenten kustwaterbouwkunde. Dit leerboek was de basis voor zijn latere boek "Random Seas and Design of Maritime structures".
Gedurende deze tijd bleef hij bij het PARI en werd in 1986 directeur-generaal. In 1988 werd hij benoemd tot professor aan de Universiteit van Yokohama, een functie die hij bekleedde tot zijn pensionering in 2000. Na zijn pensionering bleef hij wel actief betrokken bij deze universiteit, en publiceerde nog heel veel. Veel van dit werk deed hij via het bedrijf ECOH-engineering.
Gedurende zijn hele carrière heeft hij belangrijke bijdragen geleverd op het gebied van kustwaterbouwkunde. Zijn belangrijkste werk omvat de ontwikkeling van een formule voor golfkrachten op verticale wanden. Hij voerde ook een inzichtelijke analyse uit van willekeurige golftransformaties en deed uitgebreid onderzoek naar de statistische eigenschappen van zeegang. Dit werk is verwerkt in Japanse normen voor het ontwerpen van havens en havenfaciliteiten. Hij publiceerde het boek "Random Seas and Design of Maritime Structures" waarin het concept van stochastische golfprocessen en spectraal gedrag gedetailleerd werd beschreven. Dit boek wordt beschouwd als een van de standaardwerken op dit vakgebied. In1999 heeft hij tijdens een zomercursus van het Japanse Instituut van Civiel Ingenieurs een overzicht gegeven van alle ontwikkelingen in loop der eeuwen op het gebied van golfformules. In 2001 publiceerde hij "Introduction to Civil Engineering and Civilization History", een boek dat tot doel had een historisch overzicht te geven van de relatie tussen civiele techniek en beschaving. In 2012, kort voor zijn dood, publiceerde hij het boek "Coastal Engineering: Its birth and development", zijn poging om de ontwikkelingen in kustwaterbouwkunde vanaf 1950 samen te vatten, zowel in Japan als internationaal.

## Onderzoek en publicaties
Goda deed gedurende zijn hele carrière onderzoek en publiceerde veel over kusttechnische onderwerpen, zoals golfoverslag en krachten op monolithische golfbrekers. In 1977 publiceerde hij het technische leerboek "Golfbestendig ontwerpen en het golfbestendig ontwerp van havens en kustconstructies", dat populair bleek bij studenten kustwaterbouwkunde, en vervolgens in Engelse vertaling werd gepubliceerd (als Random Seas and Design of Maritime Structures) in 1985, met een tweede en derde druk in 2000 en 2010.
Hij gaf internationaal lezingen en was actief bij internationale conferenties zoals de International Conference on Coastal Engineering. Onder de vele prijzen en onderscheidingen die Goda in zijn carrière ontving, waren de American Society of Civil Engineers International Coastal Engineering Award (1989), de Japan Society of Civil Engineers Publication Award (1997), de Achievement Award (2003) en de Orde van de Heilige Schatten (2006).

## Persoonlijk
Goda trouwde in 1959 met Toshiko Fukuda en het echtpaar kreeg vijf kinderen.
- Bibsys: 90342772
- CiNii: DA00394799
- Gemeinsame Normdatei: 172099846
- International Standard Name Identifier: 0000 0000 8359 0181
- Library of Congress Control Number: n85069921
- Bibliotheek van het Japanse parlement: 00005838
- Nationale Bibliotheek van Israël: 987007378824205171
- Nationale en Universitaire bibliotheek Zagreb: 000598214
- Système universitaire de documentation: 069057087
- Virtual International Authority File: 14834044
- WorldCat: E39PBJjMBBByRqM9hfBhqY7mBP